# Gilbert Van Cleve
Gilbert Van Cleve (15 de dezembro de 1880 – 5 de maio de 1951) foi um atleta americano. Ele competiu em eventos de salto em comprimento e triplo salto nos Jogos Olímpicos de Verão de 1904.